# Relaciones Finlandia-Ucrania
Las relaciones Finlandia-Ucrania son las relaciones bilaterales entre Finlandia y Ucrania. Antes de 1918, ambos países formaban parte del Imperio ruso. En 1918, Finlandia fue uno de los primeros países en reconocer a Ucrania y abrir una misión diplomática en Kiev.
Finlandia volvió a reconocer a Ucrania el 30 de diciembre de 1991. Ambos países establecieron relaciones diplomáticas el 26 de febrero de 1992. Finlandia tiene una embajada en Kiev. Ucrania tiene una embajada en Helsinki. Finlandia es miembro de la Unión Europea, a la que Ucrania solicitó su ingreso en 2022.
Ambos países son miembros de pleno derecho del Consejo de Europa.

## Misiones diplomáticas
- Finlandia tiene una embajada en Kiev.
- Ucrania tiene una embajada en Helsinki.

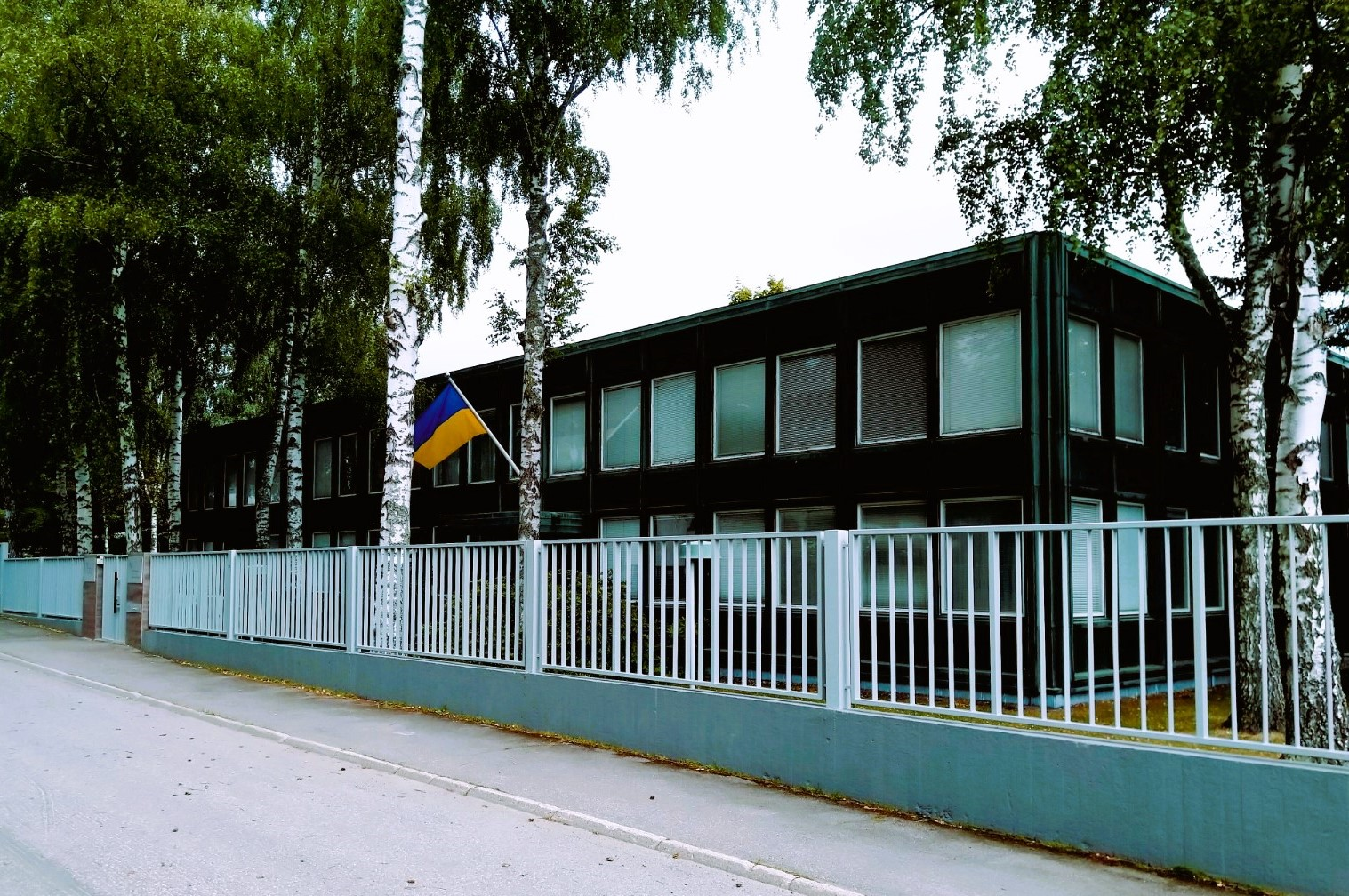
Embajada de Ucrania en Helsinki